# 倫肇紀
倫肇紀，甘肅省涼州府武威縣人，清朝政治人物、同進士出身。
光緒六年（1880年），参加庚辰科殿試，登進士三甲第153名。同年五月，著交吏部掣签，分发各省以知县即用。任陝西栒邑縣知縣，任內曾修文廟。